# Cá chim đen
Cá chim đen (danh pháp khoa học: Parastromateus niger) là một loài cá biển trong họ Cá khế, bản địa khu vực rạn san hô trong Ấn Độ Dương và tây Thái Bình Dương. Chúng sinh sống ở độ sâu 15–105 m (49–344 ft) ở vùng duyên hải với đáy bùn, mặc dù hiếm khi thấy ở độ sâu trên 40 m (130 ft) và đôi khi cũng tiến vào vùng cửa sông. Chúng hoạt động gần đáy trong thời gian ban ngày còn về đêm thì nổi gần bề mặt. Loài cá này đóng vai trò rất quan trọng trong nghề cá khu vực. Nó cũng là loài duy nhất được xếp trong chi Parastromateus.

## Đặc điểm
Loài cá này có thể dài tới 75 cm (30 inch), có thân là dạng hình thoi rất cao và dẹp 2 bên. Đầu to vừa chiều 
cao lớn hơn chiều dài, mồm tròn tù. Miệng nhỏ ở phía trước đầu, hơi xiên. Răng 2 hàm nhọn và nhỏ, một hàng và sắp xếp rất thưa. Xương lá mía, xương xẩu cái và trên lưỡi không có răng.
Gai vây lưng: 2 - 6; tia mềm vây lưng: 41-46; gai vây hậu môn: 2; tia mềm vây hậu môn: 35 - 40; đốt sống: 24. Thân sâu và ép dẹp mạnh. Đường bên kết thúc ở các tấm vảy kém phát triển trên cuống đuôi. Các vây chậu mất đi ở các cá thể lớn trên 9 cm. Màu nâu ở phía trên, màu trắng ánh bạc phía dưới. Các phần phía trước của vây lưng và vây hậu môn màu lam xám. Các vây khác màu ánh vàng.
Thường tạo thành các đàn lớn. Thức ăn: tôm tép nhỏ, động vật phù du và động vật đáy cỡ nhỏ.

## Tại Việt Nam
Là loài cá có giá trị kinh tế cao, được khai thác chủ yếu bằng lưới rê, lưới kéo đáy. Vùng phân bố: ở vịnh Bắc Bộ, vùng biển Trung Bộ và đông, tây Nam Bộ. Mùa vụ khai thác quanh năm nên rất phù hợp với các nghề khai thác thủy sản. Cá sống ở tầng giữa và tầng đáy, mùa đẻ từ tháng 4 đến tháng 6.